# Estátua de Mao Tsé-tung (Fuzhou)
A estátua de Mao Zedong em Fuzhou está localizada na Praça Wuyi, na província de Fujian, na China. O monumento tem 10,10m de altura e representa Mao Tsé-tung com um braço estendido. A estátua foi construída por Yang Zhengrong, um pintor de Fujian, a partir de 1969; foi concluída após um ano e meio.